# Juan Buendía y Noriega
Juan Domingo Buendía y Noriega (Lima, enero de 1816-27 de mayo de 1895) fue un militar peruano que ocupó los cargos de ministro interino de Guerra (1876-1877), ministro de Gobierno y presidente del Consejo de Ministros (1877-1878). 
En el marco de la guerra del Pacífico participó como general en jefe de los ejércitos del sur en 1879, durante la campaña de Tarapacá. Culminó su carrera militar con el grado de general de división del Ejército del Perú.

## Nacimiento y familia
Nació en el seno de una familia aristocrática y fue hijo de Antonio José de Buendía y Lezcano, y Josefa Noriega y Escudero de Sicilia. Su padre era el segundo hijo del VII marqués de Castellón.
Era todavía muy joven cuando ingresó a la secretaría de la Cámara de Diputados en 1829, pero luego optó por la carrera militar.

## Carrera militar
La primera campaña militar en la que participó fue la defensa del gobierno constitucional del general Luis José de Orbegoso y Moncada contra la revolución del general Pedro Pablo Bermúdez, en 1834. En esa ocasión, como cadete de la compañía Legión Sagrada, participó en la defensa de la Fortaleza del Real Felipe del Callao. Obtuvo el grado de teniente el 19 de febrero de 1834 a la edad de 16 años. Como ayudante benemérito del general Guillermo Miller, participó en el combate de Ucumarca (11 y 24 de marzo de 1834). Luego peleó en la batalla de Huaylacucho y presenció el Abrazo de Maquinhuayo, que puso fin a dicha guerra civil, el 17 de abril del mismo año.
Participó luego en las campañas de 1835 y 1836 bajo órdenes del teniente coronel Felipe Santiago Salaverry, autoproclamado Jefe Supremo de la República. Fue desterrado al Ecuador por orden del protector Andrés de Santa Cruz.
Regresó al Perú en las filas del Ejército Restaurador, participando en la campaña contra la Confederación Perú-Boliviana, que culminó con la derrota de Santa Cruz en la batalla de Yungay, en 1839. Actuó luego en la campaña contra el movimiento regenerador encabezado por el coronel Manuel Ignacio de Vivanco en 1841.
Bajo las órdenes del presidente Agustín Gamarra participó en la Guerra entre Perú y Bolivia y peleó en la batalla de Ingavi (1841) y en el combate de Motoni. Enseguida se destacó en la lucha contra la invasión boliviana del sur peruano al frente de una guerrilla que organizó en la Tarapacá (1842). 
Fue borrado del escalafón militar por orden del general Juan Francisco de Vidal por haber apoyado a la causa del general golpista Juan Crisóstomo Torrico, pero fue rehabilitado al restaurarse el orden legal en 1844.
Su ascenso en el ejército fue muy rápido. Logró el rango de teniente coronel efectivo el 12 de agosto de 1844 y el de coronel el 10 de octubre de 1848.
Participó en la Revolución Liberal de 1854 bajo las órdenes del mariscal Ramón Castilla y luchó en la batalla de La Palma (1855), que puso fin al gobierno del general José Rufino Echenique. Siempre leal a Castilla, luchó contra la revolución encabezada por Manuel Ignacio de Vivanco en Arequipa, que originó la sangrienta guerra civil peruana de 1856-1858. Por su actuación destacada en el asalto final de Arequipa fue ascendido a General de Brigada, el 7 de marzo de 1858.

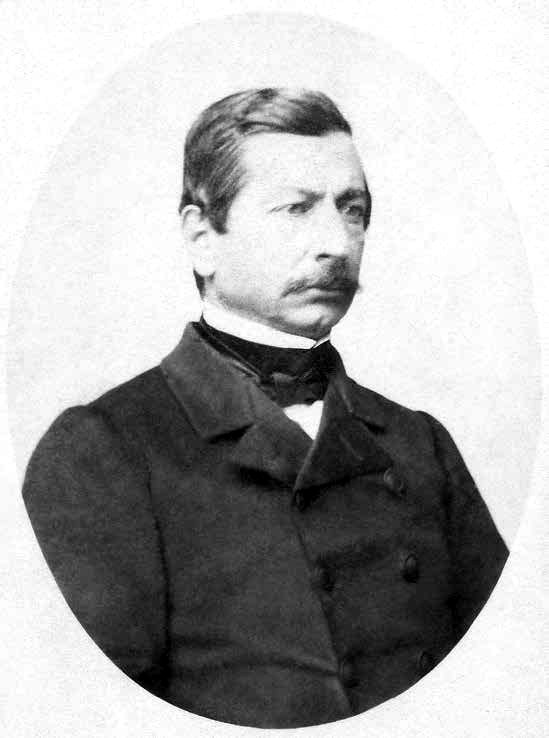
Fotografía de Juan Buendía, de civil, a mediados de la década de 1860.

En 1865 se sumó a la revolución nacionalista del coronel Mariano Ignacio Prado contra el gobierno de Juan Antonio Pezet, acusado de mostrar debilidad ante España y su Escuadra del Pacífico. Durante el combate del Callao del 2 de mayo de 1866 fue comandante de la división del Norte.
Durante el gobierno de Manuel Pardo y Lavalle se encargó de debelar la sublevación de Nicolás de Piérola, a quien derrotó en el combate de Los Ángeles, librado el 6 de diciembre de 1874. Ello le valió su ascenso a General de División, dado el 3 de marzo de 1875.
Buendía recibió varias condecoraciones y medallas en su carrera militar anterior a la guerra del Pacífico: escudo de honor a los sitiados del Callao (1834), medalla a los vencedores de Ucumarca (1834), benemérito de la patria (1839), dos medallas del Congreso de Huancayo (1839).
De otro lado, fue elegido diputado por Lima en 1859 y por Moyobamba, que entonces todavía pertenecía al departamento de Loreto, en 1872. De 1875 a 1876 fue prefecto del departamento de Lambayeque.

## Ministro de Estado
El 6 de octubre de 1876, durante el segundo gobierno del presidente Mariano Ignacio Prado, Buendía asumió interinamente el ministerio de guerra, reemplazando al general Pedro Bustamante, que se hallaba en una comisión.
El 4 de junio de 1877 fue nombrado presidente del Consejo de Ministros y ministro de Gobierno. Continuó también a cargo del portafolio de Guerra, hasta que asumió tal despacho el contralmirante Antonio de la Haza. Durante su periodo ministerial dio un decreto por el que ordenó cortar los juicios militares seguidos a los implicados en la rebelión del monitor Huáscar, y en los intentos subversivos del Callao del 4 y 5 de junio de 1877.
El 13 de mayo de 1878 renunció con su gabinete en pleno, tras estar menos de un año. Según parece, esta decisión fue forzada por el Ejecutivo ante la necesidad de renovar el gabinete ministerial, ya muy desgastado, al acercarse la reapertura del Congreso, con el que tenía una relación muy conflictiva.

## En la Guerra del Pacífico
En 1879, cuando se hizo inminente la guerra con Chile, volvió a enlistarse y fue nombrado general en jefe de los Ejércitos Aliados del Sur el día 3 de abril de ese año. Pese a su edad, mostró ser muy proactivo en sus funciones militares apenas asumió el cargo.
En mayo fue jefe de plaza del puerto de Iquique, bloqueado desde abril por naves chilenas, y participó en el Combate naval de Iquique al ordenar bajar a la playa El Colorado a dos baterías (cañones de tiro) que causaron estragos en la corbeta chilena Esmeralda, mermando su tripulación trabada en combate con el monitor Huáscar, acelerando el desenlace del combate.
Más tarde, sufrió dos reveses militares en la campaña terrestre. El primero fue en Pisagua (2 de noviembre de 1879), puerto en el que se encontraba de visita, donde con escasas fuerzas tuvo que enfrentar el desembarco de 10 000 chilenos quienes establecieron una cabeza de playa. El segundo ocurrió en San Francisco o Dolores (18 de noviembre) donde la indisciplina, la noticia de la retirada de los refuerzos del presidente boliviano Hilarión Daza y la nula calidad de abastecimiento ocasionaron la abrupta deserción boliviana y con ello el desbande del ejército aliado proporcionando un inesperado triunfo al ejército chileno.
Estos resultados fueron lapidarios para su liderazgo en las  fuerzas aliadas, originando su declive. Por ello perdió el rol de mando en la Quebrada de Tarapacá (27 de noviembre de 1879) donde sus oficiales actuaron por su cuenta al derrotar a tres columnas chilenas que pretendían aniquilar a los restos del ejército aliado, luego de lo cual emprendieron la retirada a Arica.   En este puerto, Buendía se enteró de que se le responsabilizaba de todas las derrotas: fue acusado de ineptitud y falta a los deberes militares. 
Sumariado, se le depuso del mando sin Consejo de guerra. Solicitó entonces que se prosiguiese su causa, y habiendo pasado a Lima, el 4 de diciembre de 1880, logró que se instalase el consejo de guerra respectivo, presidido por el general Ramón Vargas Machuca, pero el fallo fue suspendido, ante la proximidad del ejército chileno.
Durante la campaña de Lima, Buendía fue convocado por Piérola, dada la emergencia para el Perú y la escasez de oficiales calificados. Actuó en la batalla de San Juan y Chorrillos y fue nombrado jefe de Estado Mayor antes de la batalla de Miraflores (1881) sin tener mayor influencia en el resultado de esas batallas.
No volvió a obtener mandos importantes en el resto de la guerra pese a sus esfuerzos y ruegos en tal sentido al contralmirante AP Lizardo Montero Flores, quien lo hizo víctima de nuevas humillaciones y desprecios. Pese a ello, Buendía siempre reconoció a Montero como el legítimo presidente del Perú, aunque era amigo de Miguel Iglesias, el cual fuera presidente reconocido por los chilenos luego del destierro de Francisco García Calderón.

## Últimos años
Juan Buendía pasó el resto de su vida procurando limpiar su nombre y exculparse de los desastres militares que se le atribuyeron durante la guerra. Su defensa al respecto siempre se enfocó hacia la mala conducción (y deserción) de los generales bolivianos y a la baja calidad disciplinaria de su tropa. A lo largo de los sucesivos gobiernos de la Reconstrucción Nacional, insistió en que se le continuase el juicio suspendido en 1880, pero ello nunca ocurrió, hasta que en 1891, el Congreso suspendió definitivamente todos los juicios seguidos con relación a la guerra con Chile.
Las últimas referencias a Buendía que se conocen son un nombramiento con el grado de general de división para que presida el consejo de guerra contra Nicolás de Piérola el 5 de enero de 1891, y una petición del mismo Buendía al gobierno fechada en Lima el 2 de diciembre de 1891, para que se haga saber en la Orden General de Ejército la resolución de la Cámara de haber prescrito cualquiera acusación por la campaña del 79.
Falleció semiolvidado el 27 de mayo de 1895 y fue enterrado en el Presbítero Maestro. En 1987 fue sepultado en la Cripta de los Héroes del mismo cementerio.

## Obra escrita
- Memorias sobre la campaña del sur, publicada por el editor Carlos Milla Batres en 1967, con prólogo del historiador Rubén Vargas Ugarte.[1]

## Curiosidades
- El general Buendía es uno de los personajes principales de la novela épica Adiós al Séptimo de Línea del chileno Jorge Inostrosa.